# 科幻小说

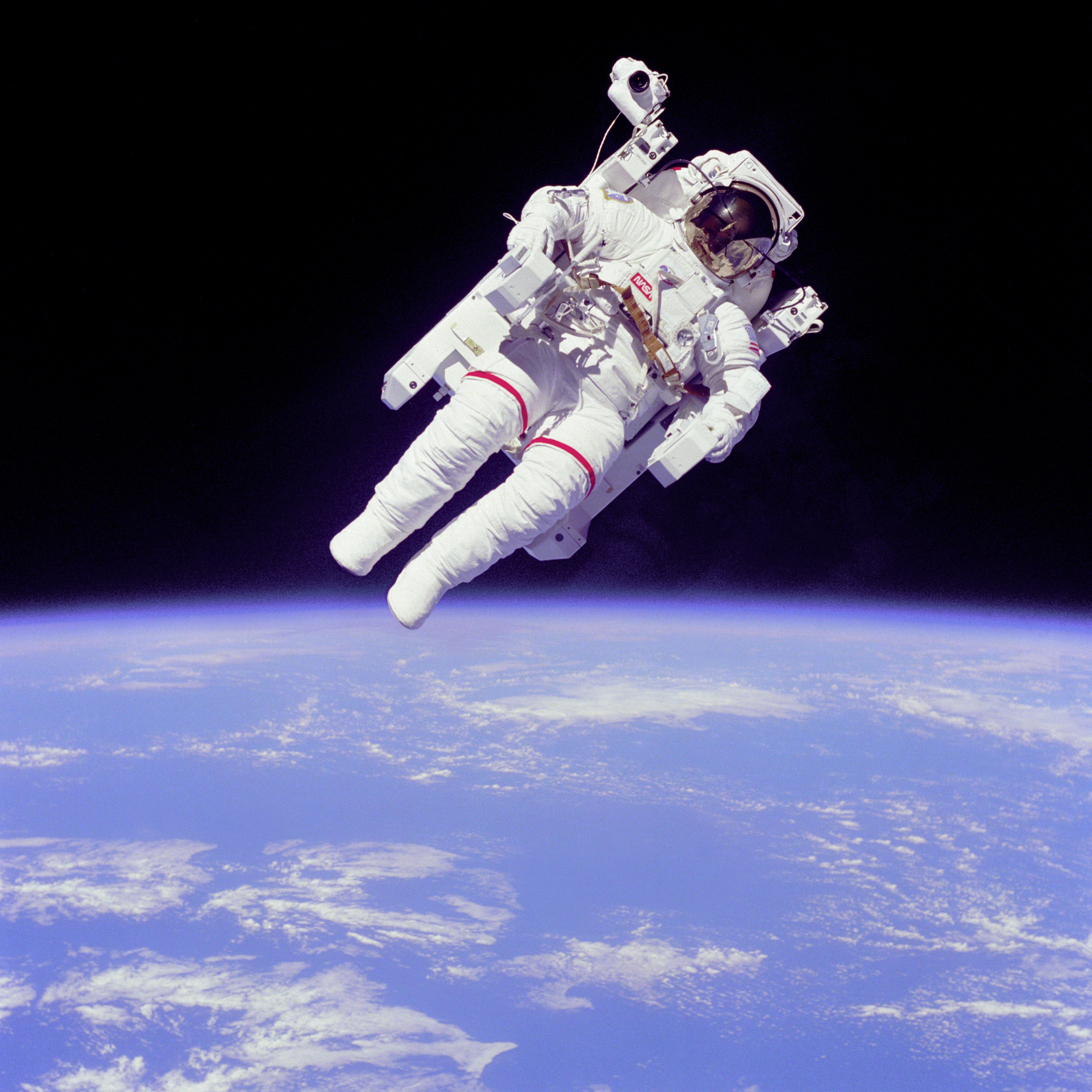
宇航员在太空中行走。“昨日的幻想，明天的现实”科幻小说满足着人类无尽的想像力与好奇心

科幻小说是以科幻为题材的小说。虽然从科幻史的角度来看，暂时还没有一个能被所有研究者所公认的定义标准。一些可供参考的例子有：“科幻小说是描述科学或想象中的科学对人类影响的作品”；“科幻小说是描绘对象处于未知范畴中的作品”。以上定义虽然角度不同，但科幻小说的定义中总是反复出现一些词语，例如：“幻想”、“未来”、“科技”、“人类”、“变化”等。从这些关键词中可以看到，科幻小说所涉及的范畴总是与人类的好奇心、求知欲紧密相连。
在科幻爱好者中盛传的一则“世界上最短的科幻小说”是这样的：“地球上最后一个人坐在房间裡。这时响起了敲门声”。可以说，这比一个精确的定义更能概括科幻小说的特质。

## 渊源
在哲学主题上來說，科幻小说和人类上古的神话传说有着相似的精神基础，即对人类与宇宙关系的解释、人类社会未来命运的关注与猜测。
在文学谱系上，浪漫主义的文学传统应该是科幻小说最早的文学母体。早期的科幻小说往往带有恐怖小说、冒险小说或奇幻小说的痕迹。又以推理小说和哥特小说与科幻的关系最为密切，许多早期作品甚至现今的一些作品兼有以上要素，难以严格区分，在文学传承关系上也不能简单的割裂孤立研究。

## 时代背景
科幻小说诞生于19世纪，是欧洲工业文明崛起后特殊的文化现象之一。人类在19世纪，全面进入以科学发明和技术革命为主导的时代后，一切关注人类未来命运的文艺题材，都不可避免地要表现未来的科学技术。而这种表现，在工业革命之前是不可能的。
而科幻小说最大的特征就在于，它赋予了“幻想”依靠科技在未来得以实现的极大可能，甚至有些“科学幻想”在多年以后，的确在科学上成为了现实。因此，科幻小说就具有了某种前所未有的“预言性”。法文中，儒勒·凡尔纳的科幻小说最早就被称为“anticipation”，即“预测”。这样的文学作品基于科学的可信性是必要条件，应当说这种與科學主義相關的“科学至上”精神是科幻小说有别于其它幻想类型作品的根本所在。

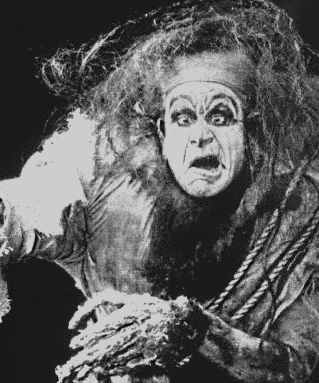
電影《弗兰肯斯坦》（1910年）

## 19世纪末：诞生与初创
一般认为，玛丽·雪莱最早将科学幻想元素引进小说创作中来。她在1818年发表的恐怖小說被许多评论家和爱好者“追认”为世界上第一部科幻小说．
其后，美国诗人爱伦·坡也相继发表了一些具有科幻性质的小说作品。
19世纪末，20世纪初，欧洲出现了两位重要的小说家，法国人儒勒·凡尔纳和英国人赫伯特·乔治·威尔斯。后者称自己的小说是“Scientific Romance”（科学的傳奇）。从作品来看，他们无疑是今天科幻小说类型的奠基人。一般科幻史认为，科幻小说作为一种严肃的文学体裁广为人知、得到确立，要归功于这两位：

### 儒勒·凡尔纳的贡献

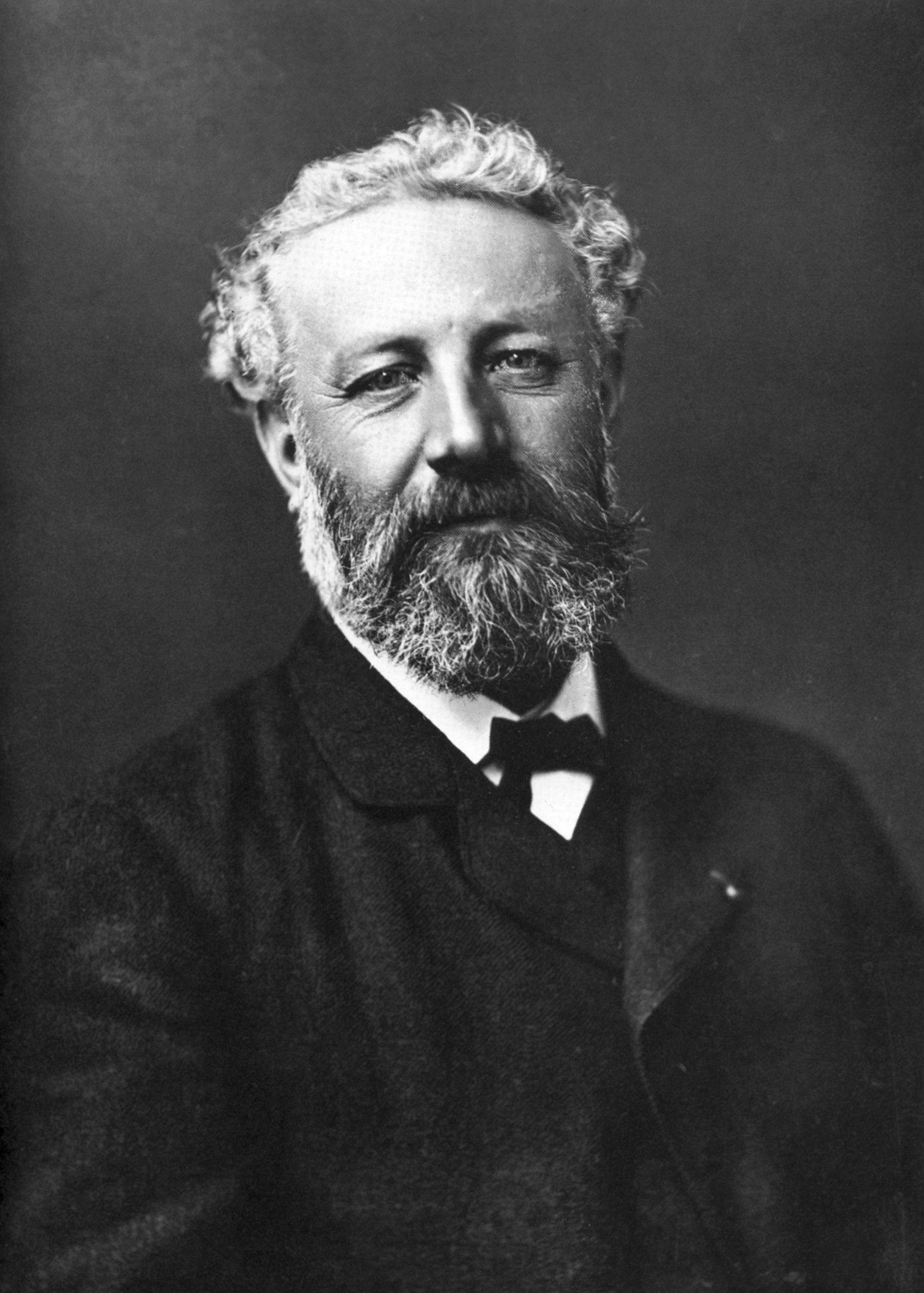
儒勒·凡尔纳

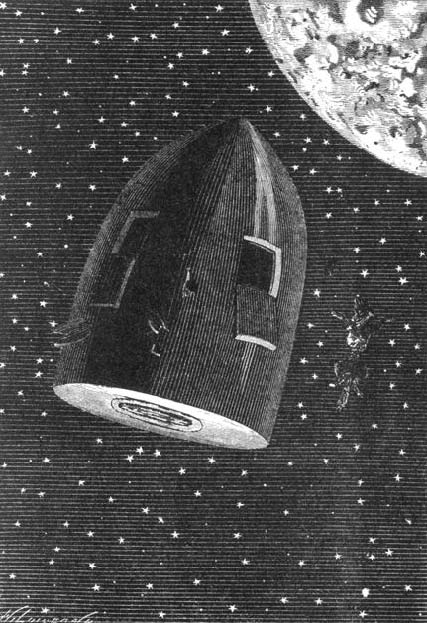
儒勒·凡尔纳所著的《從地球到月球》插畫（1868年）

出生于航海世家的这位法国人，最初是迫于生计才投入小说创作的。凡尔纳的作品在文学风格上继承了冒险小说的一切特点：不可思议的个人冒险、异域风情（如）、神秘的人物（如尼莫船长）等。这种幻想的传统源远流长，比如他最著名的作品《海底两万里》中，尼莫（Nemo）船长發现了沉入大西洋的岛屿亚特兰蒂斯，这个传说最早见于古希腊哲学家柏拉图的著作《理想国》。
凡尔纳的独特在于，他的小说都表现出一种前所未有的“科学乐观主义”，即认为“归功于科学技术的发展，没有什么是不可能实现的”，或者说“有了科学，未来的世界将更加精彩”。这在凡尔纳所处的19世纪及以前的时代都是没有的。比如《科學怪人》在风格和主题上更像是一部恐怖、惊悚的“哥特小说”，其中对科学的描写未曾脱胎于对魔法等超自然力的迷信。史实上，“电魔”的说法就起源于19世纪末。而凡尔纳的小说中，随处可见翔实的数字、专业的技术名词，甚至对尚未实现的科学原理进行直接阐述——这种有知识炫耀嫌疑的段落甚至成了他书中唯一不太吸引人的部分。
凡尔纳在图书馆中习得的百科知识本已惊人，而他的文学技巧也相当纯熟。1885年，为了纪念好友、法国大文豪大仲马的去世，他摹仿《基督山伯爵》的复仇故事结构，结合19世纪60年代匈牙利人摆脱奥地利统治的自治运动背景，迅速创作了《桑道夫伯爵》（Mathias Sandorf）。小仲马在致凡尔纳的信中称，从文学风格上说，凡尔纳比自己更接近大仲马。可见凡尔纳对小说这种文学体裁的驾驭能力。
凡尔纳是位勤奋的作家，大量的畅销书也使他成了一位富翁。他的一系列科幻小说统称为《奇异的漫遊》丛书，向19世纪的读者展示了一个“科学奇迹”成为现实的理想世界——而20世纪，他的一些科学幻想真的成了现实。如“八十天环游地球”、人类登月，大型潜水艇等。
科幻史上将“科幻小说之父”的美誉赠给他，就科幻小说的文学价值和精神启蒙而言，凡尔纳实至名归。

### H.G.威尔斯的贡献

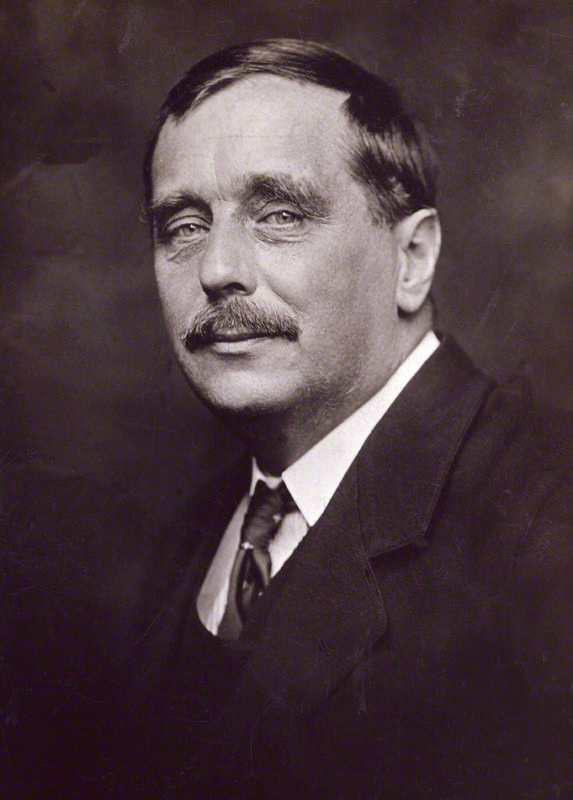
赫伯特·乔治·威尔斯

如果说凡尔纳开启了科幻小说的大门，那么英国人威尔斯则长驱直入、开疆拓土，指出了后世科幻作家可以继续探索的所有道路。20世纪科幻小说中几大主流话题，如“时间旅行”、“外星人”、“反乌托邦”等等，都是威尔斯所开创的。
1894年和1895年间的《時間機器》，第一次提出了“时间旅行”的概念。这不仅要求在科学上论证“第四维”——时间的存在，威尔斯更在小说中描写了地球毁灭前夕的“802701年，莫洛克人的时代”。威尔斯在这部开创性的小说开头，竟进行了大篇幅的科学哲理讨论，为的是帮助读者克服不可能心理”。这种“如果某种科学技术得以实现，那么未来将……”的开篇方式本身，也成了科幻小说的一种经典范例。
1898年的《世界大战》（The War of the Worlds）对外星人（小说中是丑陋的“火星人”）的外貌特征进行了直接描写，这也成了后来20世纪美国科幻小说“黄金时代”的一大特征。威尔斯在作品中首次意识到了外星人和地球人之间可能的文明冲突：星际之间的战争。这是一个何其广阔的“空间”，从此在科幻小说史上，人类和外星人之间一直烽火不断。
1901年，《最早登上月球的人》（又译：月球上最早的人类），大胆幻想人类靠一种“可以隔断万有引力的物质”登上了月球。威尔斯的月球不是荒凉寂寞的，而更像是另一个地球。月球人的社会接近蚂蚁的制度，拥有最高智慧的“月球大王”四肢萎缩，脑袋却膨胀巨大——这种形象虽然有所改变，但“大脑袋”成了科幻小说中历来对外星人的“标准形象”。

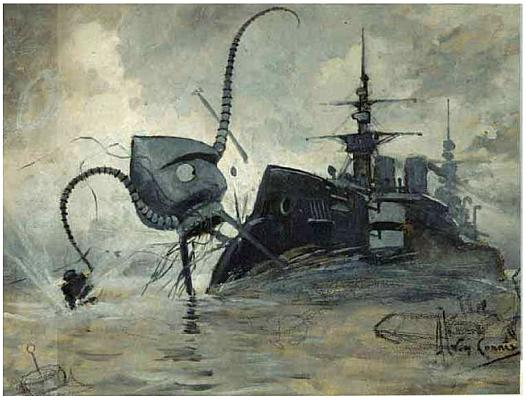
赫伯特·乔治·威尔斯所著的《世界大战》插畫（1906年）

《当睡者醒来时》首次发表于1899年，威尔斯在修改后于1910年再版。异星球上的主人公在冬眠了200年后醒来，发现未来世界的大都市比过去的时代更为糟糕。他在小说前言中写道：“这篇故事所描述的大都市正是资本主义胜利的恶梦。”造成人类社会的未来变得更加邪恶、堕落的制度原因替代了技术因素，“人祸”成了科幻小说的主题。威尔斯开创了科幻小说中重要的一支血脉：“反乌托邦”小说。后来三大反烏托邦作品都继承了这一传统，即俄罗斯（苏联）作家叶夫根尼·扎米亚京的《我们》、英国奥尔德斯·赫胥黎的《美丽新世界》和乔治·奥威尔的《一九八四》，也延續到二十世紀下半葉的賽博朋克作品，如神經漫遊者、一級玩家、創：光速戰記。
威尔斯本人也是一位著名的社会活动家。正如《睡者》一书前言中所写，他批判资本主义制度，始终持有“资本主义必将导致灾难”的政见。一百多部作品，使他成为20世纪上半叶西方重要的社会思想家之一，对社会制度、道德和宗教改革都产生过重要影响。
从这种意义上说，威尔斯的科幻小说也是一种“哲理小说”，他的作品总是通过幻想中的社会，来影射当时的社会和政治。作品整体上充满了对人类社会未来命运的关照。这切中了科幻小说的核心精神：“科学到底给人类带来了什么？”、“人类要追求的是怎样的未来？”这种严肃的思想主题使得科幻小说真正成为一种可以“登堂入室”的文学形式，而非止于追求冒险猎奇的低俗读物——尽管在形式上难以区别。
因此，也有评论家将1895年（《时间机器》的出版）认定为“科幻小说诞生元年”。但没有争论的是，这位跨世纪的作家是对20世纪科幻小说影响最大的人物。
在小说技巧上，威尔斯也成功地在“通俗小说”和“哲学思辨”之间建立了联系。引人入胜的情节激起了普通大众强烈的阅读欲望，但这又无损于威尔斯在小说整体上闪烁的智慧之光。

## 20世纪初叶：太空歌剧与杂志兴起
进入20世纪，科幻小说的发展可大致以第二次世界大战为界。
二战之前，发轫于欧洲的科幻小说，又在美国落地生根。美国科幻小说的先锋人物是埃德加·赖斯·巴勒斯，他是著名的系列冒险小说《人猿泰山》（Tarzan）的作者。美国科幻小说继承了威尔斯那种风格传统，和奇幻、冒险故事一起成了主流通俗文学。
20世纪30年代，科幻文学商业化大潮在美国兴起的标志就是涌现了一大批风格鲜明的科幻杂志。这些杂志也成了推动美国科幻小说发展的主要动力。其中的佼佼者有：
| 刊物名称                                                        | 创办时间       | 创办人/著名主编 |
| --------------------------------------------------------------- | -------------- | --------------- |
| 惊奇故事 Amazing Stories                                        | 1926年－2000年 | 雨果·根斯巴克   |
| 新奇故事 Astounding Stories/新奇科幻 Astounding Science Fiction | 1930年－1960年 | 约翰·坎贝尔     |
| 奇幻与科幻小说杂志 The Magazine of Fantasy and Science Fiction  | 1949年－2001年 |                 |
| 银河科幻 Galaxy Science Fiction                                 | 1950年－1995年 |                 |

说明：(1)此表中收录的都是美国最具代表性的科幻杂志，连续办刊时间都在30年以上，都曾发表过重要作家、作品。(2)1890－2001年间出版过的美国科幻杂志目录：Science Fiction, Fantasy & Weird Fiction Magazine Index （页面存档备份，存于）
1927年，《惊奇故事》主编雨果·根斯巴克首次将“Scienti-fiction”改写为“Science-fiction”。自此，“科学幻想小说”这个名称才正式被用来指称这种日益成熟的题材。他对科幻小说的傑出贡献得到了后世的尊敬，美国科幻小说最高奖雨果奖就以他的名字命名。
爱因斯坦的“相对论”等现代科学技术与理论的相继问世，刺激1920－30年代出现了一波创作高潮。这一时期的代表作家/作品有：雨果·根斯巴克的《2660年的纽约》、约翰·坎贝尔的《火星上的智贼》、埃德蒙·汉米尔敦的《太空巡逻》系列、史密斯的《宇宙云雀》等。这些作品中大致分为两类：要么是行星间、星系间的奇遇故事；要么是虚构的探险活动。所以这一时期的创作在科幻史上常被称为“巨眼怪兽”或太空歌剧时代。
中國則於1904年出現荒江钓叟發表的《月球殖民地小說》。

## 20世纪中叶：黄金时代
虽然经历了1929年的美国经济大萧条和二战期间的硝烟，但习惯购买“通俗”科幻小说杂志的美国年轻人已经成了数目可观的忠实读者。科幻小说藉此保持了旺盛的文学生命力和商业上的活力。战争期间大量研发或想象中的新科技甚至是科幻最新鲜的灵感源泉。二战后，美国迎来了科幻小说的“黄金时代”。
科幻史一般公认，约翰·坎贝尔是美国科幻小说“黄金时代”的领导者。一切源于一本杂志的变革。坎贝尔在1937年将他主编的《新奇故事》Astounding Stories更名为《新奇科幻》Astounding Science Fiction。不过，变革的不只是名字。坎贝尔对作者要求极高，他们必须首先是素质良好的作家。而坎贝尔麾下也真的聚集了当时几乎所有的美国科幻大家：以撒·艾西莫夫、斯普雷格·杜冈、羅伯特·海因萊茵、雷·布莱伯利、范·沃格特……等等。
阿西莫夫后来在《危险的幻想》（1967年出版）一书前言中强调了坎贝尔的重要贡献：“他（指坎贝尔）给科幻小说领域带来了一次真正的革命……”Astounding SF致力于让科幻作品在内容和形式上，都“严肃”地出现在读者面前：“首先必须来自真正的科学，同时，也必须是真正的历史，”且不能两者居其一。这样，科幻小说中人文和科学的真实性都得到了加强。
阿西莫夫总结道：“科幻作家们努力在现实主义上下功夫的同时，描绘着计算机、火箭与核武器，它们与10年内出现的计算机、火箭与核武器如出一辙。结果是，50年代和60年代的现实生活，与40年代坎贝尔式的科幻小说中描绘的情景惊人地吻合。”
1944年底美国发表了一篇科幻小说，精确地描述了原子弹的功能。小说当即引起了美国军方的强烈震动，为此展开了一场调查。调查结论是，“曼哈顿计划”不存在任何洩密行为，小说中的描写只是作者幸运地“推测”出来的。几个月后，世界上第一颗真正的原子弹爆炸了。杂志主编们将此事作为树立科幻严肃性的实例反复使用。科幻史家认为，这一具有标志性意义的事件，清晰地揭示了科学幻想与科学事实之间的联系。科幻的“前瞻性”甚至成了一种习惯性思维模式。当今在科技新闻报道中，诸如“可望在不久的将来成为现实”之类的字句并不罕见。
历史事件、对质量的严格要求和不断成长的大量读者群这些因素的积累，促成了科幻小说在20世纪50年代的巨大飞跃。而美国科幻小说的“黄金时代”又进一步推动了世界科幻小说的全面繁荣。自20世纪60年代之后，在科技发达的西方工业国，都相继出现了著名的科幻作家、作品。

### 艾萨克·阿西莫夫的贡献
艾萨克·阿西莫夫（Isaac Asimov，1920－1992） ，美国著名科幻作家。他一生高产，著述颇丰，作品竟达到500部之多。其中最主要的有兩大系列：“基地”系列和“机器人”系列。
“机器人”系列中的短篇作品主要收集在《我，機器人》和《其余的机器人》等作品集当中。此外阿西莫夫有关机器人的科幻还有长篇《钢穴》和《裸阳》等。艾西莫夫提出了著名的“机器人三定律”，为机器人建立了一套行为规范和道德准则，从而演绎出一系列推理性和逻辑性极强的漂亮故事。
兩大系列中間是"銀河帝國三部曲"。
“基地”系列（此系列为三部曲，分别是《基地》、《基地与帝国》和《第二基地》，另有前传和后传）为读者展示了一个浩瀚庞大的宇宙画卷。它的故事发生在遥远的未来，其时人类已遍布银河系中2500万颗行星，人口达到100亿亿，形成了一个真正的银河帝国。一位“心理历史学家”却根据计算得出这样一个结论：帝国行将崩溃，人类社会将进入一个长达30000年的黑暗时期，所有的文明都将倒退，银河级的繁荣文明将不复存在；但是如果按照哈里·谢顿（心理历史学的创始人）的方法，通过建立基地，则可以将人类文明的火种保留下来，并将黑暗时期缩短为1000年。于是，“自然科学基地”（即“第一基地”）和 “心理历史学基地”（即“第二基地”）相继被建立，它们将完成保存并发展人类文明的艰巨任务……
除上述三大系列之外，艾西莫夫还有许多脍炙人口的科幻作品，比如描写某文明星球数千年才出现一次星空的，描写“平行宇宙”中外星人的《諸神自身》（又译为《眾神自己》、《神们自己》），以及他少數涉及时间旅行的《永恒的終結》等作品。
艾西莫夫不仅创作科幻小说，同时也写作科普作品，同样让人百读不厌。正如艾西莫夫逝世后一位评论家所说：“他的作品愉悦了数百万人，同时改变了他们对世界的看法。”他对20世纪科幻小说的发展贡献巨大。

## 科幻在中国

### 清末民国
科幻小说作为西欧“工业革命”后才有的文化现象，和中国在19世纪末、20世纪初打开国门，学习西方的历史大背景是密不可分的。
为中国科幻敲响第一声锣鼓的是思想家、著名学者梁启超。1902年，他用文言文翻译了凡尔纳的《十五小豪杰》。
五四时期宣扬“德先生”（民主）与“赛先生”（科学）的文化思潮，客观上为科幻文学在中国的发展、普及作出了贡献。新文化运动为科幻在中国的萌发提供了肥沃的土壤。很多著名的文学名匠都曾翻译或写作科幻小说。
1903年，在日本弘文书院留学的青年鲁迅将凡尔纳的科幻小说《大炮俱乐部》和《地心游记》由日文，用文言文的体例翻译成中文。鲁迅将这两部小说改编成章回本，并配了诗词，使其完全中国化。鲁迅翻译了很多威爾斯和凡爾納的经典小说，并在他的杂文中提倡发展科幻小说。
中国最早的原创科幻小说是1904年发表的《月球殖民地小说》，作者笔名“荒江钓叟”。中国最早的纯文学刊物《小说林》的创办人徐念慈不仅翻译国外科幻小说，本人还创作有科幻小说《新法螺先生谭》。著名作家老舍也创作过一本名为《貓城記》的具有科幻色彩的小说。此外，由楊子江所著的《天狼A001號之謎》為第一本白話科幻小説，講述乘坐光子火箭往天狼星探險的故事。該書出版于1932年，由上海大光書局發行，此書在大光遷港後仍有印製，直到上世紀六十年代末。

### 中华人民共和国
1949年，中华人民共和国成立后，科幻文学仍然以欣欣向荣的姿态发展。这一时期的文学体裁更接近科普小说，大多是向低年龄段读者普及科学知识和预构社会主义国家的美好未来。在主题上比较接近于同时期的苏联“社会主义文学”风格。在1966年，長達十年的文化大革命中，中國大陸的科幻文学的发展陷入停滞。
文革结束后，1978年3月拨乱反正时期，中共中央、国务院在北京召开了全国科学大会，宣告中国“科学的春天”的来临。随之而来的“科学热”和“科普热”大大推动了中国大陆科幻文学的发展。叶永烈的儿童科幻作品《小灵通漫游未来》的出版标志着中国科幻文学的复兴。郑文光在大陆被称为“中国科幻小说之父”，他50年代就致力于科幻创作。70年代他重新投入创作，发表了多部重要科幻作品，1980年成为世界科幻小说协会（WSF）成员，代表作有《飞向人马座》。童恩正的作品《珊瑚岛上的死光》曾被改编为中国内地第一部具有科幻色彩的电影。中国其他重要的科幻作家还有：刘兴诗、王晓达等人。

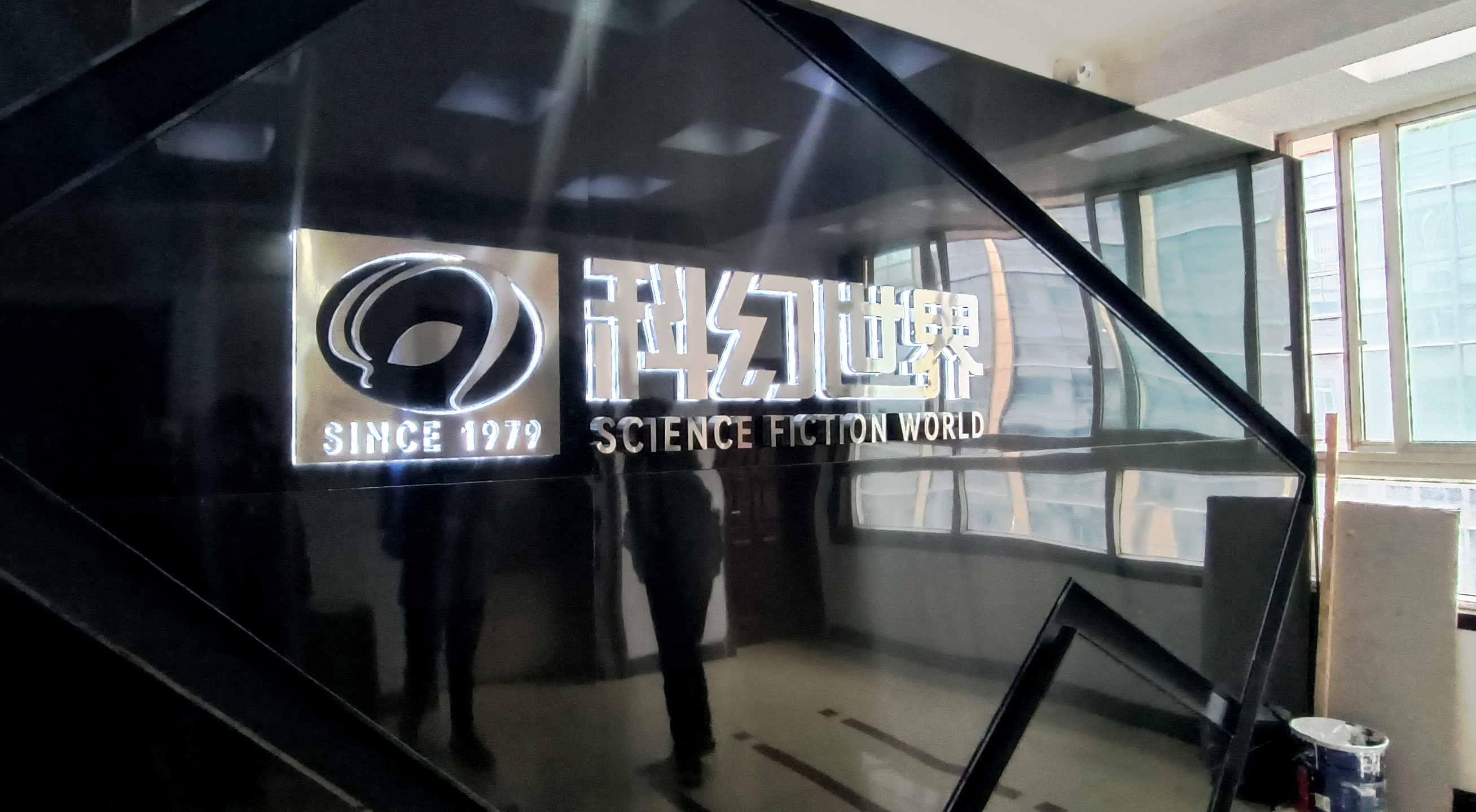
1979年，《科幻世界》杂志在四川成都创刊，成为之后重要的科普杂志。

1970年在大陆创办的《科学文艺》杂志成为科幻文学最主要的期刊，编辑部位于四川省成都市。该杂志后改名为《科幻世界》（SFW），在20世纪90年代初成长为全球发行量最大的科幻杂志。在《科幻世界》杂志的推动下，诞生了一大批优秀的中国新生代科幻作家，如星河、刘慈欣、王晋康、钱莉芳、何夕等人。杂志在引介国外优秀科幻作品、出版名家名作、普及科幻和科学知识方面多年来做出了大量贡献。
1980年代“新启蒙运动”早期，“科幻”题材作品层出不穷，但其与“科学”之间的关系受到争议。1983年的“清除精神污染”运动期间，中国科幻小说的创作遭受重大打击，“科幻”被定性为“精神污染”，几乎使整个中国科幻事业夭折。其中，“中国科幻文学之父”郑文光曾于1978年出版《飞向人马座》，但在“清污”运动后，因中风导致瘫痪、从此停止创作。此外，中国科幻先驱叶永烈曾于1978年出版《小灵通漫游未来》，成为整整一代人的科学启蒙书，但“清污”运动后叶永烈退出科幻圈。其他主流科幻作家譬如童恩正、刘兴诗、肖建亨等受到不实污蔑和指控。运动产生的经济和文化后果则无法估量。
这一时期前后香港最著名的科幻作家是倪匡。他自60年代起創作大量科幻小說，多以卫斯理和原振俠為主人公，形成了数量可观的系列作品。他本人在其它领域也以勤于笔耕著称，曾自称“中国写汉字最多的人”。代表作有《藍血人》等。倪匡作品被翻拍成多部香港電影及電視剧集。但是，也有反对倪匡的人认为倪匡的作品不是科幻，只能称为奇幻或是“伪科幻”，主要原因是倪的作品並不附合當時的基礎科学的認知，例如誤以為唱片的錄音原理為液體固化而成。
中华人民共和国分别于1991年、2000年和2007年在成都和北京承办了世界科幻年会。

## 参看
- 迷文化
- 太空歌劇
- 怪獸電影
- 恐怖小說
- 科幻
- 科幻電影
- 科幻動畫
- 科幻小说列表
- 科幻作家列表
- 奇幻電影
- 日本科幻大會
- 軟科幻
- 思想實驗
- 賽博朋克
- 硬科幻
- 文學
- 奇幻小說
- 重要国际奖项：
  - 菲利普·K·迪克纪念奖
  - 倪匡科幻獎
  - 星云奖
  - 星雲獎 (日本)
  - 日本SF大賞
  - 银河奖
  - 雨果奖

## 註解
1. ↑  Knock（英语：Knock (short-story)），弗雷德里克·布朗於1948年12月發表於Thrilling Wonder Stories（英语：Thrilling Wonder Stories）